# Resolutie 292 Veiligheidsraad Verenigde Naties
Resolutie 292 van de Veiligheidsraad van de Verenigde Naties werd unaniem aangenomen op 10 februari 1971.

## Inhoud
De Veiligheidsraad had de aanvraag van de Bhutan voor VN-lidmaatschap bestudeerd, en beval de Algemene Vergadering aan om Bhutan het VN-lidmaatschap te verlenen.

## Verwante resoluties
- Resolutie 260 Veiligheidsraad Verenigde Naties (Equatoriaal-Guinea)
- Resolutie 287 Veiligheidsraad Verenigde Naties (Fiji)
- Resolutie 296 Veiligheidsraad Verenigde Naties (Bahrein)
- Resolutie 297 Veiligheidsraad Verenigde Naties (Qatar)

Lijst ·  292 ·  293 ·  294 ·  295 ·  296 ·  297 ·  298 ·  299 ·  300 ·  301 ·  302 ·  303 ·  304 ·  305 ·  306 ·  307